# 10486 Teron
10486 Teron este o planetă minoră (asteroid), cu un diametru de 3,065 km, din centura de asteroizi. A fost descoperită pe 15 februarie 1985 la Observatorul La Silla de Henri Debehogne. 
Obiectul prezintă o orbită caracterizată de o semiaxă mare de 2,2925857 UAi, o excentricitate de 0,09, o înclinație de 3,99238 ° în raport cu ecliptica.